# August Ritt
August Ritt, 1911 bis 1919 Ritt Ritter von Jaufen (* 26. August 1852 in Budweis, Böhmen; † 30. März 1934 in Wien), war ein österreichischer Bautechniker, Verwaltungsbeamter und Minister für öffentliche Arbeiten.

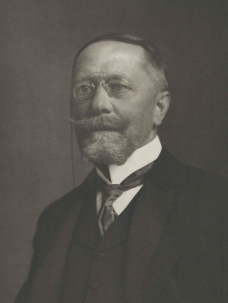
August Ritt

## Leben
Ritt, Sohn eines Gutsbesitzers in Böhmen, studierte an den technischen Hochschulen in Wien und München und trat 1876 bei der Statthalterei des Küstenlandes in den Staatsdienst ein. 1882 wechselte er ins Innenministerium, 1887 als k.k. Oberbaurat und Leiter der Bauabteilung in die Statthalterei für Tirol und Vorarlberg. Dort förderte er Gewässerschutzbauten, war verantwortlich für die Etsch- und Rheinregulierung sowie den Bau der Großen Dolomitenstraße. 1898 wurde ihm der Titel Hofrat verliehen.
Von 10. November 1909 bis 9. Jänner 1911 war Ritt in der Regierung Bienerth österreichischer Minister für öffentliche Arbeiten. Anschließend ging er als Geheimrat in Pension und wurde mit dem Prädikat Ritter von Jaufen – nach dem Jaufenpass, für dessen Erschließung er auch verantwortlich war – nobilitiert.